# FCRL5
FCRL5 (англ. Fc receptor-like protein 5, Fc-рецептор-подобный белок, тип 5; CD307) — мембранный белок. Продукт гена человека FCRL5.

## Функции
FCRL5 участвует в клеточной дифференцировке В-лимфоцитов, иммунном ответе и, возможно, в развитии В-клеточных опухолей.

## Структура
Белок FCRL5 состоит из 977 аминокислот, содержит один трансмембранный домен. Молекулярная масса 100 кДа. Внеклеточный участок содержит 1 участок гликозилирования и 8 дисульфидных связей.

## Тканевая локализция
Белок экспрессирован на B-клетках маргинальной зоны, иммунобластах, центроцитах герминального центра миндалин и во внутриэпителиальных и межфолликулярных зонах миндалин. Выявляется на многих клетках лимфомы. Изоформы 1, 3, 4 и 5 обнаруживается в лимфатических узлах, селезёнке, костном мозге и тонком кишечнике, причём превалирует 3-я изоформа. Экспрессирован на зрелых В-клетках и на В-клетках памяти.